# Forces britanniques de Gibraltar
Les Forces britanniques de Gibraltar (en anglais British Forces Gibraltar) est le nom donné aux forces armées britanniques stationnées sur le territoire britannique d'outre-mer de Gibraltar. Gibraltar est principalement utilisé comme une zone d'entraînement, grâce à son bon climat et un terrain rocheux, et comme une escale pour les avions et les navires en route vers ou au retour de déploiements à l'est de Suez ou de l'Afrique.

## Unités permanentes

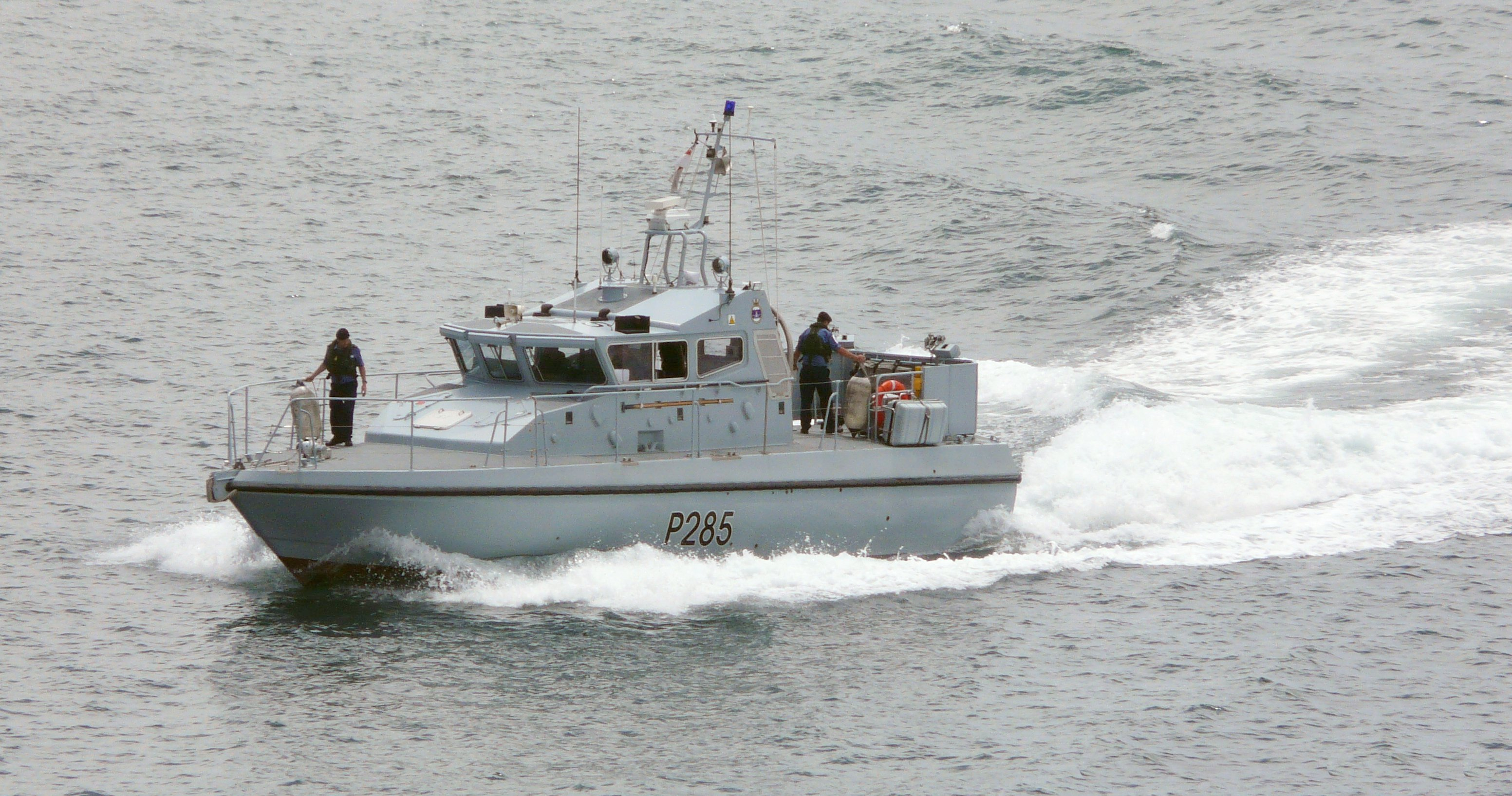
Le patrouilleur HMS Sabre.

Seules quelques unités sont basées en permanence à Gibraltar pour assurer la défense du territoire. Dans les années 2000, il s'agit de :
- Quartier général des British Forces Gibraltar
- Royal Gibraltar Regiment : un bataillon d'infanterie légère basé en permanence à Gibraltar, qui est constitué de militaires d'active et de réservistes.
- Joint Provost and Security Unit
- Royal Navy Gibraltar Squadron (en) : deux vedettes de patrouille de classe Scimitar (en), le HMS Scimitar (en) et HMS Sabre (en) depuis 2003, et trois embarcations semi-rigides.
- RAF Gibraltar (en) : La base aérienne de Gibraltar n'a pas d'unité résidente, mais est utilisée en cas de besoin par des aéronefs en déploiement ou en exercice.
- Gibraltar Services Police (en) : une force de police civile est responsable de l'application du droit civil sur la propriété du ministère de la Défense à Gibraltar, et est responsable devant le commandant, des forces britanniques à Gibraltar.

## Commandants
- Mai 2004: Commodore David White [1]
- 19 janvier 2005: Commodore Allan Adair [2]
- 1er mai 2007: Commodore Matt Parr [3]
- 16 février 2009: Commodore Adrian Bell [4]